# Enterprise (Nevada)
Enterprise – miejscowość spisowa (obszar niemunicypalny) w hrabstwie Clark, w amerykańskim stanie Nevada, na południe od Las Vegas. Ponieważ nie ma praw miejskich, zarządzane jest przez hrabstwo Clark.

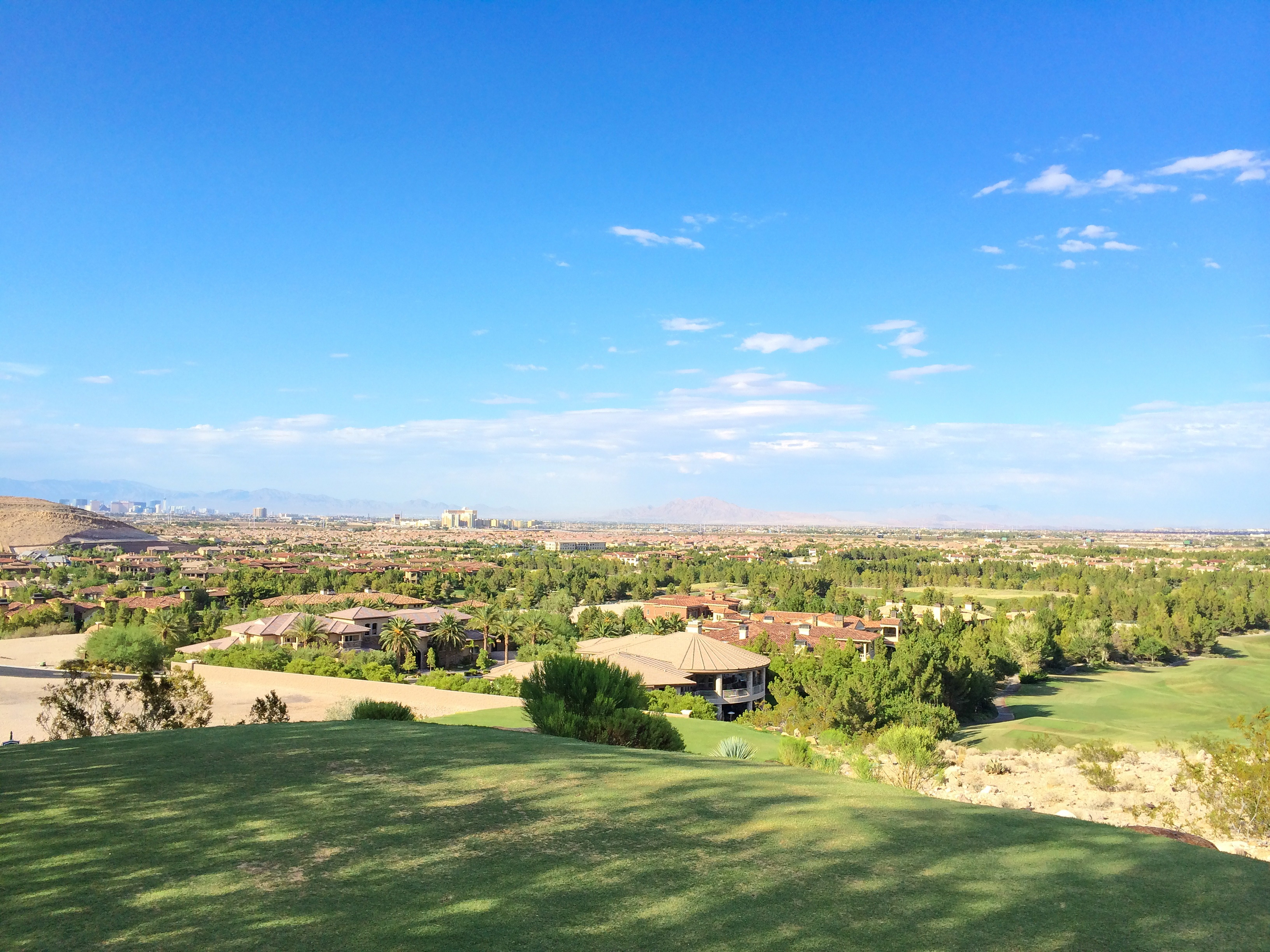
Przedmieścia Enterprise: osiedle Mountain's Edge (w tle Las Vegas Strip)

## Demografia
Zgodnie ze spisem powszechnym z 2000 roku, Enterprise zamieszkiwało 14 676 osób, 5917 gospodarstw domowych i 3804 rodziny. Gęstość zaludnienia wynosiła 116,6/km².
Charakterystyka rasowa w 2000 roku była następująca: 82,30% biali, 12,03% Hiszpanie lub Latynosi, 3,16% Afroamerykanie, 0,8% Indianie, 5,19% Azjaci, 0,55% przybysze z wysp Pacyfiku, 4,04% inne rasy, zaś 3,96% reprezentowało co najmniej dwie rasy.
Z 5917 gospodarstw domowych 25,1% zamieszkiwały dzieci poniżej 18 roku życia, 51,7% stanowiły małżeństwa mieszkające razem, 7,9% prowadzone były wyłącznie przez kobiety (bez obecnego męża), a 35,7% stanowiły nie-rodziny. 25% ze wszystkich gospodarstw domowych zamieszkiwały osoby indywidualne, natomiast 5,6% zamieszkiwały osoby samotne, powyżej 65 roku życia. Średnia wielkość gospodarstwa domowego wynosiła 2,47, a średnia wielkość rodziny 2,97.
Populacja Enterprise składała się w 20,5% z osób w wieku poniżej 18 lat, w 8,9% z osób w wieku 18–24, w 30,8% z osób w wieku 25–44, w 28,4% z osób w wieku 15–64, a także w 11,4% z osób w wieku co najmniej 65 lat. Średni wiek wynosił 39 lat. Na 100 kobiet przypadało 104,7 mężczyzn.
Średni dochód jednego gospodarstwa domowego w Enterprise wynosił 50 667 dolarów, natomiast średni dochód przypadający na jedną rodzinę równy był 54 841 dolarów. Mężczyźni generowali średni dochód w wysokości 36 971 dolarów, zaś kobiety 28 446 dolarów. Dochód per capita równał się 25 063 dolarów. Około 6,6% rodzin oraz 8,6% całej populacji miasta żyło poniżej relatywnej granicy ubóstwa; 12,1% osób z tej grupy osób nie ukończyło 18 roku życia, natomiast 7,2% miało co najmniej 65 lat.
| Zmiany liczby ludności | Zmiany liczby ludności | Zmiany liczby ludności |
| Rok                    | Populacja              | Zmiana procentowa      |
| ---------------------- | ---------------------- | ---------------------- |
| 2000                   | 14 676                 | —                      |
| 2010                   | 108 481                | 639,2%                 |